# In-Joy
In-Joy er et dansk boyband, bestående af Esbjørn Birch, Jannick Ricky Fritze og Kevin Sparwath Nielsen. Boybandet deltog i tredje sæson af X-Factor i Danmark 2010, med deres fjerde medlem på det tidspunkt Nabil Moujahid, der senere forlod gruppen. Alle fire medlemmer gik til audition som solister, og gik alle videre til Remees bootcamp hvor de alle fire blev sorteret fra. Den anden domme Carsten Soulshock der havde fået grupperne i årets X-Factor var i mangel på grupper og tog til Remees bothcamp for at lave et boyband og et girlband, der fortsatte In-Joy drengenes rejse så. In-Joy blev nummer 8 ved Liveshows i X-Factor og er noteret for at have sunget "Down" af Jay Sean og "Remember The Time" af Michael Jackson.
Det unge boyband har lige udgivet deres første single "B.O.O.M" produceret af Soulshock og Karlin. 
Kevin er det yngste af medlemmerne, han er 16 år, efterfulgt af Jannick på 20 og Esbjørn på 25).
Kevin har spillet skuespil i 7 år, bl.a. inden i glassalen i Tivoli og hans drøm er en sangkarriere og en skuespillerkarriere.